# Quận Stillwater, Montana
Quận Stillwater là một quận thuộc tiểu bang Montana, Hoa Kỳ. Quận lỵ đóng ở , Montana6. Quận được đặt tên theo. Dân số theo điều tra năm 2000 của Cục điều tra dân số Hoa Kỳ là người.

## Địa lý
Theo Cục điều tra dân số Hoa Kỳ, quận này có diện tích km2, trong đó có km2 là diện tích mặt nước.

## Thông tin nhân khẩu
Theo điều tra dân số 2 năm 2000, quận này đã có dân số 8.195 người, 3.234 hộ gia đình, và 2.347 gia đình sống trong quận hạt. Mật độ dân số là 5 người trên một dặm vuông (2/km ²). Có 3.947 đơn vị nhà ở với mật độ trung bình 2 trên một dặm vuông (1/km ²). Thành phần chủng tộc của cư dân sinh sống trong quận gồm 96,82% người da trắng, 0,13% da đen hay Mỹ gốc Phi, 0,70% người Mỹ bản xứ, 0,21% châu Á, Thái Bình Dương 0,02%, 0,94% từ các chủng tộc khác, và 1,18% từ hai hoặc nhiều chủng tộc. 2,01% dân số là người Hispanic hay Latino thuộc một chủng tộc nào. 29,7% là người gốc Đức, Na Uy 11,8%, 10,8% tiếng Anh, 10,6% và 6,8% Ailen tổ tiên của Mỹ theo điều tra dân số năm 2000.
Có 3.234 hộ, trong đó 32,60% có trẻ em dưới 18 tuổi sống chung với họ, 64,60% là đôi vợ chồng sống với nhau, 5,00% có một chủ hộ nữ và không có chồng, và 27,40% là không lập gia đình. 24,10% hộ gia đình đã được tạo ra từ các cá nhân và 9,60% có người sống một mình65 tuổi hoặc cao hơn. Cỡ hộ trung bình là 2,48 và cỡ gia đình trung bình là 2,94.
Trong dân số quận đã được trải ra với 25,30% dưới độ tuổi 18, 5,70% 18-24, 26,90% 25-44, 27,60% từ 45 đến 64, và 14,50% từ 65 tuổi trở lên người. Độ tuổi trung bình là 41 năm. Đối với mỗi 100 nữ có 104,00 nam giới. Đối với mỗi 100 nữ 18 tuổi trở lên, đã có 102,80 nam giới.
Thu nhập trung bình cho một hộ gia đình trong quận đạt mức USD 39.205, và thu nhập trung bình cho một gia đình là USD 45.238. Phái nam có thu nhập trung bình USD 32.148 so với 19.271 USD đối với phái nữ. Thu nhập bình quân đầu người là 18.468 USD. Có 6,20% gia đình và 9,80% dân số sống dưới mức nghèo khổ, bao gồm 12,20% những người dưới 18 tuổi và 9,20% của những người 65 tuổi hoặc cao hơn.